# Roberto Arango
Roberto Arango-Vinent là một chính khách người Mỹ gốc Cuba từng phục vụ tại Thượng viện Puerto Rico từ tháng 1 năm 2005 đến tháng 8 năm 2011 đại diện cho khu vực San Juan cho Đảng Cấp tiến Mới của Puerto Rico (NPP), là một nhóm bảo thủ có nguồn gốc từ Đảng Quốc gia Cộng hòa.
Trong nhiệm kỳ của mình, Arango đã nhiều lần bỏ phiếu cho luật chống người đồng tính. Ông từ chức thượng viện và rút lui khỏi chính trường vào năm 2011 sau khi một loạt ảnh khỏa thân từ ứng dụng đồng tính Grindr bị công khai, và tuyên bố rằng ông đã nhận ra rằng mình là người đồng tính. Năm 2014, ông tranh cử lại, nhưng thất bại.

## Những năm đầu và sự nghiệp
Arango sinh ra tại thành phố Miami của Hoa Kỳ. Cha mẹ ông đều là người Cuba.
Arango học tại Colegio San Ignacio ở San Juan. Sau đó, ông tốt nghiệp Đại học Bang Louisiana (LSU) với bằng Cử nhân về Tiếp thị và Công nghệ. Sau đó, ông làm công việc nhập khẩu và bán buôn thực phẩm.
Sau khi tốt nghiệp, Arango làm việc cho Procter & Gamble ở một số vị trí quản lý.
Năm 1989 Arango thành lập công ty phân phối thực phẩm của riêng mình, Intercontinental Food Distribution. Năm 2003, ông được Liên minh Doanh nhân Nam và Nữ Quốc tế (AIHME) vinh danh là Doanh nhân trẻ của năm.

## Scandal tình dục và sau
Vào tháng 8 năm 2011, một số bức ảnh khỏa thân của một người đàn ông, được cho là Arango, bắt đầu lan truyền trên báo chí. Những hình ảnh được cho là đã được đăng trên Grindr, một trang web hẹn hò di động dành cho người đồng tính nam. Arango tránh xa những hình ảnh đó và công khai tuyên bố rằng những kẻ thù chính trị của ông phải chịu trách nhiệm châm ngòi cho vụ bê bối. Ban đầu những bức ảnh bị rò rỉ là thuần hóa, nhưng những bức ảnh sau đó mang tính chất khiêu dâm và rõ ràng hơn. Arango từ chức thượng viện vào ngày 28 tháng 8 năm 2011 do áp lực của giới truyền thông và ảnh hưởng đến gia đình ông.
Sau khi từ chức, Arango bắt đầu làm việc cho một nhà phân phối quốc tế tư nhân. Khi bị báo chí chất vấn, ông không phủ nhận việc có thể sẽ quay trở lại chính trường trong tương lai.
Vào tháng 3 năm 2014, Arango nói trong một cuộc phỏng vấn với NotiUno rằng ông đã hiểu ra rằng mình là người đồng tính do từ chức của ông. Các nhà phê bình lưu ý rằng trước đó ông đã bỏ một số phiếu chống người đồng tính, đã dẫn đầu nỗ lực để thông qua hiến pháp cấm hôn nhân đồng giới, và vào năm 2004 đã chế nhạo một ứng cử viên khác, ngụ ý rằng ứng viên đó là người đồng tính.
Vào tháng 3 năm 2014, Arango tuyên bố ý định quay trở lại chính trường bằng cách tranh cử chức chủ tịch Đảng Cấp tiến Mới (PNP) ở San Juan. Tuy nhiên, ông đã bị đánh bại bởi Leo Díaz Urbina trong cuộc bầu cử được tổ chức vào ngày 8 tháng 6 năm 2014. Arango kết thúc với 1.186 phiếu bầu, chiếm 12,25%.